# クロニクル・オブ・TK
『クロニクル・オブ・TK』（The Chronicles of TK）は、ティニーシャ・ケリーの1枚目のアルバム。

## 概要
- 日本で先行発売され、日本盤のみボーナス・トラックを収録。
- 日本盤のCDジャケットではファッションモデルの佐々木希が衣装やアクセサリーを選んだ[1]。

## 収録曲
1. カンヴァセーション・ウィズ・ゴッド
2. アイ・ウィッシュ・ユー・ラヴド・ミー
3. ロックスター
4. ウーマン
5. ララバイ
6. ウォールズ・アップ
7. ミスアンダストゥッド
8. シャタード
9. スポットレス・マインド
10. ライツ・アウト
11. アイム・ゴーン
12. ユー&ミー・アゲインスト・ザ・ワールド（Bonus Track）
13. イッツ・オーヴァー（Bonus Track）